# Panjabi MC
Rajinder Singh Rai, művésznevén Panjabi MC (Coventry, 1973. február 14. – ) indiai származású brit rapper, zenész, lemezlovas és zenei producer pandzsábi felmenőkkel. Leginkább a 2002-es Mundian To Bach Ke bhangra stílusú slágerével lett ismert, amely 10 millió példányban kelt el világszerte, így minden idők egyik legkelendőbb kislemeze és a Diktátor című film zenéje is lett.

## Diszkográfia
- Rootz
- Souled Out (1993)
- Another Sell Out (1994)
- 100% Proof (1995)
- Grass Roots (1996)
- Mirza Part Two (EP, 1997)
- Legalized (1998)
- Switchin’ (EP, 2000)
- Dhol Jageroo Da (2001)
- Desi (2002)
- Indian Breaks (2003)
- Mundian To Bach Ke (2003)
- The Album (az USA-ban: Beware, 2003)
- Steel Bangle (2005)
- Illegal (2006)
- Indian Timing (2008)
- The Raj (2010)
- 56 Districts (2019)